# RCH in het seizoen 1965/66
Het seizoen 1965/1966 was het 11e jaar in het bestaan van de Heemsteedse betaaldvoetbalclub RCH. De club kwam uit in de Tweede divisie B en eindigde daarin op de vierde plaats, dit hield in dat de club rechtstreeks promoveerde naar de Eerste divisie. Tevens deed de club mee aan het toernooi om de KNVB beker, hierin werd de club in de groepsfase uitgeschakeld.

## Wedstrijdstatistieken

### Tweede divisie B
|       | Baronie | FC Den Bosch/BVV | D.F.C. | EDO   | Excelsior | Fortuna | Haarlem | Helmondia '55 | Hermes DVS | Limburgia | NOAD  | Roda JC | SVV   | Wilhelmina |
| ----- | ------- | ---------------- | ------ | ----- | --------- | ------- | ------- | ------------- | ---------- | --------- | ----- | ------- | ----- | ---------- |
| Thuis | 4 – 3   | 2 – 2            | 2 – 0  | 4 – 4 | 0 – 0     | 3 – 0   | 2 – 1   | 3 – 0         | 3 – 2      | 3 – 1     | 1 – 1 | 3 – 0   | 1 – 2 | 2 – 2      |
| Uit   | 1 – 0   | 0 – 0            | 0 – 2  | 0 – 0 | 1 – 2     | 3 – 2   | 3 – 3   | 2 – 3         | 0 – 0      | 3 – 2     | 0 – 2 | 1 – 1   | 3 – 0 | 1 – 1      |

### KNVB beker
| Groepsfase                                             | RCH                                   | 0 – 3 (0 – 0) | Telstar                                           |
| 19 september 1965 Plaats: Heemstede Sportparklaan      |                                       |               | Ger Clement Rob de Vries Hans Galis               |
| Groepsfase                                             | Alkmaar '54                           | 3 – 1 (3 – 0) | RCH                                               |
| 7 november 1965 Plaats: Alkmaar Gemeentelijk Sportpark | Chris Lefering 8' Piet Beets 16', 22' |               | 65' (pen.) Herman Koers                           |
| Groepsfase                                             | RCH                                   | 0 – 4 (0 – 1) | Volendam                                          |
| 2 januari 1966 Plaats: Heemstede Sportparklaan         |                                       |               | 21' Albert Tuijp 48', 75' Dick Tol 60' Johan Pelk |

## Statistieken RCH 1965/1966

### Eindstand RCH in de Nederlandse Tweede divisie B 1965 / 1966
| Stand | Gespeeld | Gewonnen | Gelijk | Verloren | Punten | Doelpunten voor | Doelpunten tegen |
| ----- | -------- | -------- | ------ | -------- | ------ | --------------- | ---------------- |
| 4e    | 28       | 12       | 11     | 5        | 35     | 51              | 36               |

### Topscorers
| #                | Naam                          | Goal |
| ---------------- | ----------------------------- | ---- |
| 1.               | Jan Fransz                    | 10   |
| 2.               | Uli Maslo                     | 8    |
| 2.               | Dick Meijer                   | 8    |
| 4.               | Jan van Doesselaar            | 7    |
| 5.               | Dries Hendriks                | 5    |
| 6.               | Jan Honout                    | 3    |
| 6.               | Carol Schuurman               | 3    |
| 8.               | Aad Euwes                     | 1    |
| 8.               | Herman Koers                  | 1    |
| 8.               | Ab Koning                     | 1    |
| Eigen doelpunten |                               |      |
| –                | Rob Koster (Haarlem)          | 1    |
| –                | Piet Punt jr. (D.F.C.)        | 1    |
| –                | Jan Smit (Haarlem)            | 1    |
| –                | Rolf Verhulst (Helmondia '55) | 1    |
| Totaal           | Totaal                        | 51   |

| #      | Naam         | Goal |
| ------ | ------------ | ---- |
| 1.     | Herman Koers | 1    |
| Totaal | Totaal       | 1    |